# Clemens von Pirquet
Pour les articles homonymes, voir Pirquet.
Clemens von Pirquet est un pédiatre autrichien né le 12 mai 1874 à Vienne et mort le 28 février 1929 dans la même ville. Il est surtout connu pour ses travaux en bactériologie et en immunologie.

## Biographie
Clemens von Pirquet naît le 12 mai 1874 à Vienne en Autriche, dans le quartier de Hirschstetten.
Il a été nommé cinq fois pour le prix Nobel de physiologie ou médecine.
Le 28 février 1929, Clemens von Pirquet et sa femme, qui vivent alors à Vienne, se suicident en ingérant du cyanure de potassium.